# Vzljot
Vzljot (russisk: Взлёт) er en sovjetisk spillefilm fra 1979 af Savva Kulisj.

## Medvirkende
- Jevgenij Jevtushenko som Konstantin Tsiolkovskij
- Larisa Kadotjnikova som Varvara Jevgrafovna
- Albert Filozov som Panin
- Jelena Finogejeva som Ljuba
- Kirill Arbuzov som Ignati